# Barack Obama
Ifj. Barack Hussein Obama (Honolulu, Hawaii, 1961. augusztus 4. –) amerikai jogász és politikus, az Amerikai Egyesült Államok 44. elnöke 2009. január 20. és 2017. január 20-a között. A Demokrata Párt jelölését hosszú előválasztási küzdelem után szerezte meg. Obama volt az első, nagy politikai párt színeiben induló afroamerikai elnökjelölt az Egyesült Államokban, és ő lett az ország első színes bőrű elnöke, de a 2008-as elnökválasztás során számos további rekord is megdőlt. A Time magazin 2008-ban és 2012-ben „Az év emberének” választotta. 2009-ben megkapta a Nobel-békedíjat.
Obama a Columbia Egyetemen és a Harvardon végzett. Mielőtt a szenátusba választották, dolgozott polgárjogi ügyvédként, tanított a Chicagói Egyetem jogi karán és 1997 és 2004 között szenátor volt az illinois-i állami törvényhozásban. 2000-ben a képviselőházi választásokon sikertelenül indult, négy évvel később azonban a szavazatok döntő többségével bekerült a szenátusba. A 2004-es amerikai elnökválasztások előtt a Demokrata Nemzeti Gyűlésen Obama mondhatta el a nyitóbeszédet.
2012. november 6-án legyőzte a republikánus jelölt Mitt Romneyt, ezzel újabb négy évre ő lett az Egyesült Államok elnöke.
Két elnöki ciklusához olyan események kapcsolódnak, mint a 2008-ban kezdődő gazdasági válsággal szembeni intézkedések, kampányígéretének megfelelően az iraki háború 2011-es befejezése (ezzel párhuzamosan az afganisztáni konfliktus folytatása, majd 2014-től az iraki intervenció megnyitása), az aktív közel-keleti és európai diplomácia, az amerikai–orosz kapcsolatok újbóli, hidegháborúra emlékeztető megromlása vagy az amerikai–kubai kapcsolatok enyhülése.

## Fiatalkora

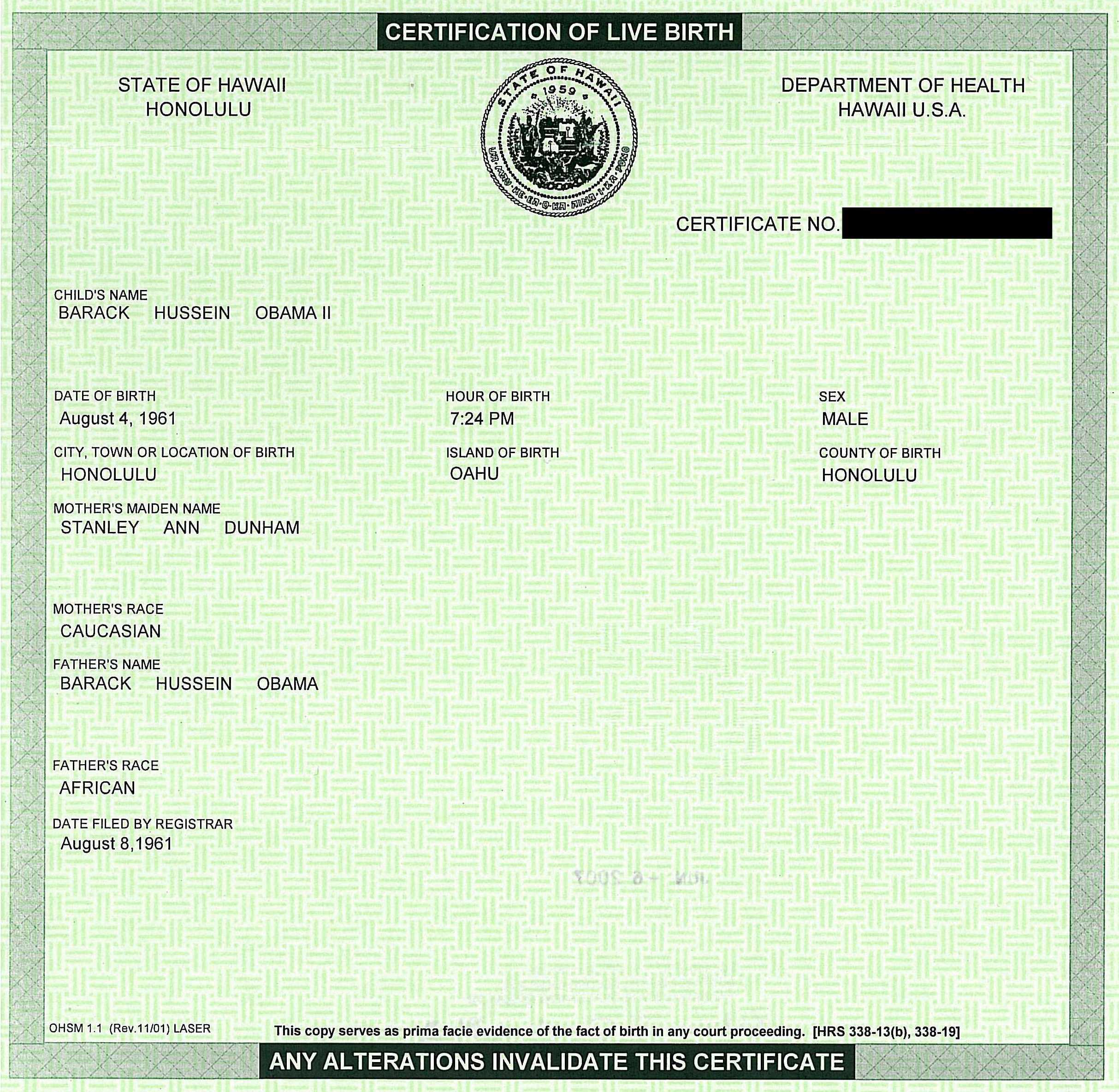
Barack Hussein Obama születési anyakönyvi kivonatának másolata

Barack Obama a hawaii Honoluluban született a kansasi Wichitából származó, angol felmenőkkel rendelkező Stanley Ann Dunham (1942–1995) és a kenyai Barack Obama (1934–1982) közös gyermekeként. A szülők a Hawaii Egyetemen ismerték meg egymást, és a szigeten házasodtak össze 1961-ben, Obama fél évvel később született meg. Szülei csak két évig éltek együtt, 1964-ben pedig el is váltak. Obama édesapja visszatért Kenyába, és 1982-ben bekövetkezett haláláig már csak egyszer találkozott a fiával. A válás után Dunham egy indonéz diákhoz, Lolo Soetoróhoz ment feleségül. Miután Indonéziában Suharto elnök került hatalomra, hazahívta az összes külföldön tanuló diákot, így Soetorónak is vissza kellett térnie hazájába. Az ifjú Obama édesanyjával együtt követte őt Indonéziába. Négy éven keresztül Jakartában éltek, ahol két általános iskolát is látogatott,
ezalatt a Koránt is tanulmányozta.
Obama 1971-ben, tízévesen Honoluluba költözött anyai nagyszüleihez, Madelyn és Stanley Armour Dunhamhez. Egy magániskolában tanult, ahol 1979-ben kiváló eredménnyel tette le az érettségit. Édesanyja 1972-ben tért vissza Hawaiira, 1977-ben viszont újra Indonéziába ment, hogy ott antropológusként dolgozzon. 1994-ben végleg Hawaiira költözött, itt halt meg rákban egy évvel később.

## Egyetem és munka
A középiskola elvégzése után, 1979-ben, Obama Los Angelesbe költözött hogy az Occidental Collegeben tanuljon. Két év után a New York-i Columbia Egyetemen folytatta tanulmányait, ahol 1983-ban végzett, nemzetközi kapcsolatok szakon. Több éven keresztül különféle szervezeteknél dolgozott New Yorkban majd Chicagóban. 1985 és 1988 között szervezőként tevékenykedett. 1988-ban először utazott Európába három hétre, később több mint egy hónapra Kenyába ment. Belépett a Harvard Law Schoolba, ahol a Harvard Law Review című szaklap első afroamerikai elnöke lett. A nyári szünidőkben különféle jogi cégeknél alkalmazták. Egyetemi évei után visszatért Chicagóba. A 2004-es szenátusbeli megválasztásáig 12 éven keresztül tanított jogtudományt a Chicagói Egyetemen.

## Politikai pályája
A politikával 1992-ben, Illinois-ban került kapcsolatba. Chicagóban ő szervezett egy politikai kampányt az afroamerikaiak választási regisztrációjával kapcsolatban, ami 150 000 embert mozgatott meg.
1996-ban Chicago déli választókörzetéből bekerült Illinois állam szenátusába, ahol az állami egészségügyért felelős bizottság élére került.
Képviselősége alatt meggyőződéses baloldali liberálissá és szociálpolitikussá vált. Többedmagával törvényt kezdeményezett a szegény családok megsegítésére, ezenkívül dolgozott egy törvénytervezeten, ami a betegbiztosítás nélküli embereket segítette. Támogatott homoszexuális-szervezeteket is, és közbenjárására emelték az AIDS-ellenes felvilágosítás és kezelés normatíváját.
2000-ben Bobby Rush ellen vesztett a képviselőházi helyért zajló versenyben, 30%-kal végzett.
2002-ben ellenjelölt nélkül választották be újra Illinois állam szenátusába.
Mindvégig az iraki háború ellen volt; egy alkalommal „hülye háború”-nak nevezte.

### Szenátusi kampánya
Obama 2002 közepétől fontolgatta, hogy jelölteti magát a szenátusba, de ezt hivatalosan csak 2003 januárjában jelentette be. Mivel a hivatalban levő republikánus Peter Fitzgerald és demokrata elődje, Carol Moseley Braun sem indult, széles körű küzdelem alakult ki 15 jelölt között. Obama az előválasztási kampány alatt is több fontos személyiség és két neves újság, a Chicago Tribune és a Chicago Sun-Times támogatását élvezte. A demokrata előválasztáson, 2004 márciusában, a szavazatok 52%-ával nyert.
Miután Jack Ryan republikánus jelölttel kapcsolatban több kényes dokumentum is előkerült a kampány során, az kénytelen volt visszalépni. A helyére hosszas keresgélés után Alan Keyes került. Obama előnye már jóval a választások előtt akkora volt riválisával szemben, hogy más államok demokrata jelöltjeinek segíthetett jelenlétével és a kampányban el nem költött pénzével is.
A választást végül elsöprő fölénnyel, 70%-kal nyerte Keyes 27%-ával szemben.

### Szenátusi tevékenysége
2005. január 4-én kezdte meg hivatali idejét a szenátusban. Az első hónapjai a posztján való elhelyezkedéssel teltek, ekkor nem voltak látványos akciói. Condoleezza Rice külügyminiszterré való kinevezését azonban támogatta, amivel többen nem értettek egyet. 2005 márciusában megalapította saját Political Action Committeejét, vagyis lobbiszervezetét.
A 2005-ös és a 2006-os évben 12 törvénytervezetet kezdeményezett, és további 427-et támogatott. 2007 januárjában olyan törvényjavaslatot nyújtott be, ami visszahívná az amerikai csapatokat Irakból.
Obama az egészségügyi, a külügyi, a munkaügyi, a védelmi, valamint a veteránok bizottságának volt tagja.

## Elnökválasztási kampánya

### 2008-as kampány

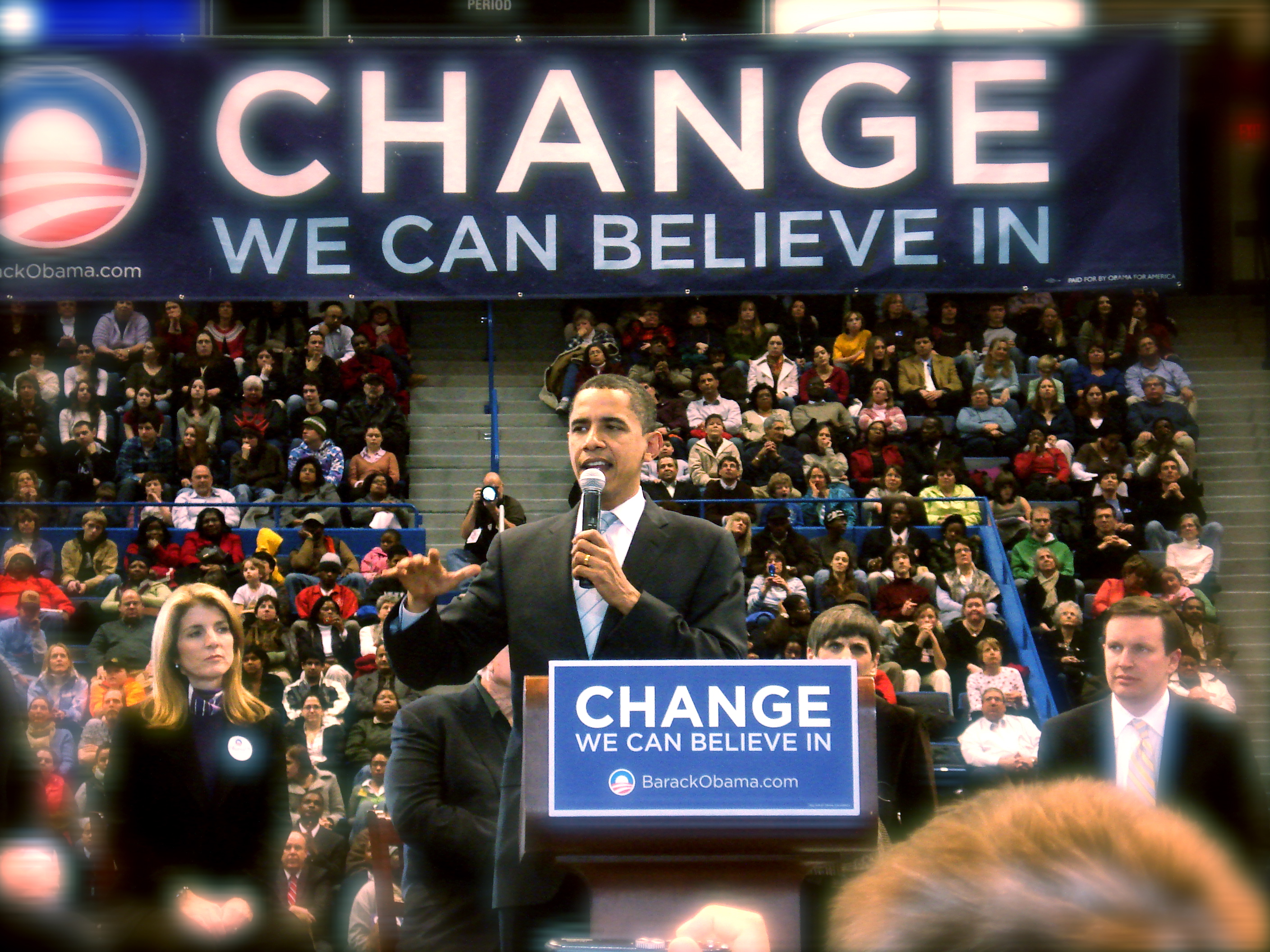
Barack Obama kampánya során, 2008. február 4-én, mögötte Caroline Kennedy, Rosa Delauro és Chris Murphy kongresszusi képviselők

Obama hivatalosan 2007. február 10-én, az illinoisi Springfieldben jelentette be, hogy indul a 2008-as amerikai elnökválasztáson. Kampánya az iraki háború gyors befejezésére, az energiafüggetlenség növelésére és az egészségügy megreformálására épült.
A választási kampánya során Obama kampánystábjához rekord mennyiségű támogatás érkezett.
A Demokrata Párt előválasztásai során Obama számos jelölttel találta szemben magát. Az első előválasztások után a küzdelem Obama és Hillary Clinton szenátor között éleződött ki, akik az előválasztásokon csaknem azonos számú államban nyertek, így a demokrata elnökjelölt személye sokáig eldöntetlen maradt. 2008. Június 3-án Obama átlépte a szükséges delegáltak számának határát és így csaknem biztossá vált, hogy ő vezeti majd a demokratákat az elnökválasztáson. Még aznap győzelmi beszédet tartott a minnesotai St. Paulban. Clinton június 7-én függesztette fel elnökválasztási kampányát és biztosította Obamát a támogatásáról. Attól kezdve kampánya a republikánus jelölt, John McCain elleni harcra összpontosított.
Június 19-én Obama korábbi ígérete ellenére elutasította választási kampányának állami finanszírozását és az ezzel járó korlátokat és kötelezettségeket. Így míg ellenfele, McCain betartva egy hasonló ígéretet az államilag a jelöltek számára megállapított 84.1 millió dollárból gazdálkodott, Obama ennek többszörösét költötte el kampányra, a megszerzett magán pénzadományok révén.
2008. augusztus 23-án Joe Biden külpolitikában jártas delaware-i szenátort választotta alelnökjelöltjének. A demokraták nemzeti gyűlésén, a coloradói Denverben Obama korábbi ellenfele, Hillary Clinton beszédében Obama támogatását kérte a küldöttektől. Augusztus 28-án 84 000 támogatója előtt mondott beszédet Denverben. A világszerte több mint 38 millió ember által követett beszédben elfogadta a Demokrata Párt elnökjelölését és ismertette választási programját.
Miután a republikánusok McCaint jelölték elnöknek, 2008 szeptemberében és októberében a két jelölt három televíziós vitában vett részt. A november 4-i választáson a lakosság által leadott szavazatok 53%-át és 365 elektori szavazatot szerzett McCain 173 elektori voksa ellenében. Győzelmét számos amerikai államban és városban az emberek az utcákra vonulva ünnepelték.

### 2012-es kampány
Obama 2011-ben jelentette be az újraindítási szándékát. Hivatalosan Bill Clinton, a 2001 előtti demokrata elnök és Joe Biden demokrata párti alelnök jelölték Obamát, akinek a választáson ezúttal a republikánus Mitt Romney, Massachusetts korábbi kormányzója volt az ellenfele. 2012. november 6-án Obama a szükségesnél jóval több, 332 elektori szavazatot nyert el, ami lehetővé tette az újbóli megválasztását. Franklin D. Roosevelt óta Obama második demokrata elnök, aki kétszer nyerte el a többségi szavazatokat Bill Clinton után.

## Elnöksége

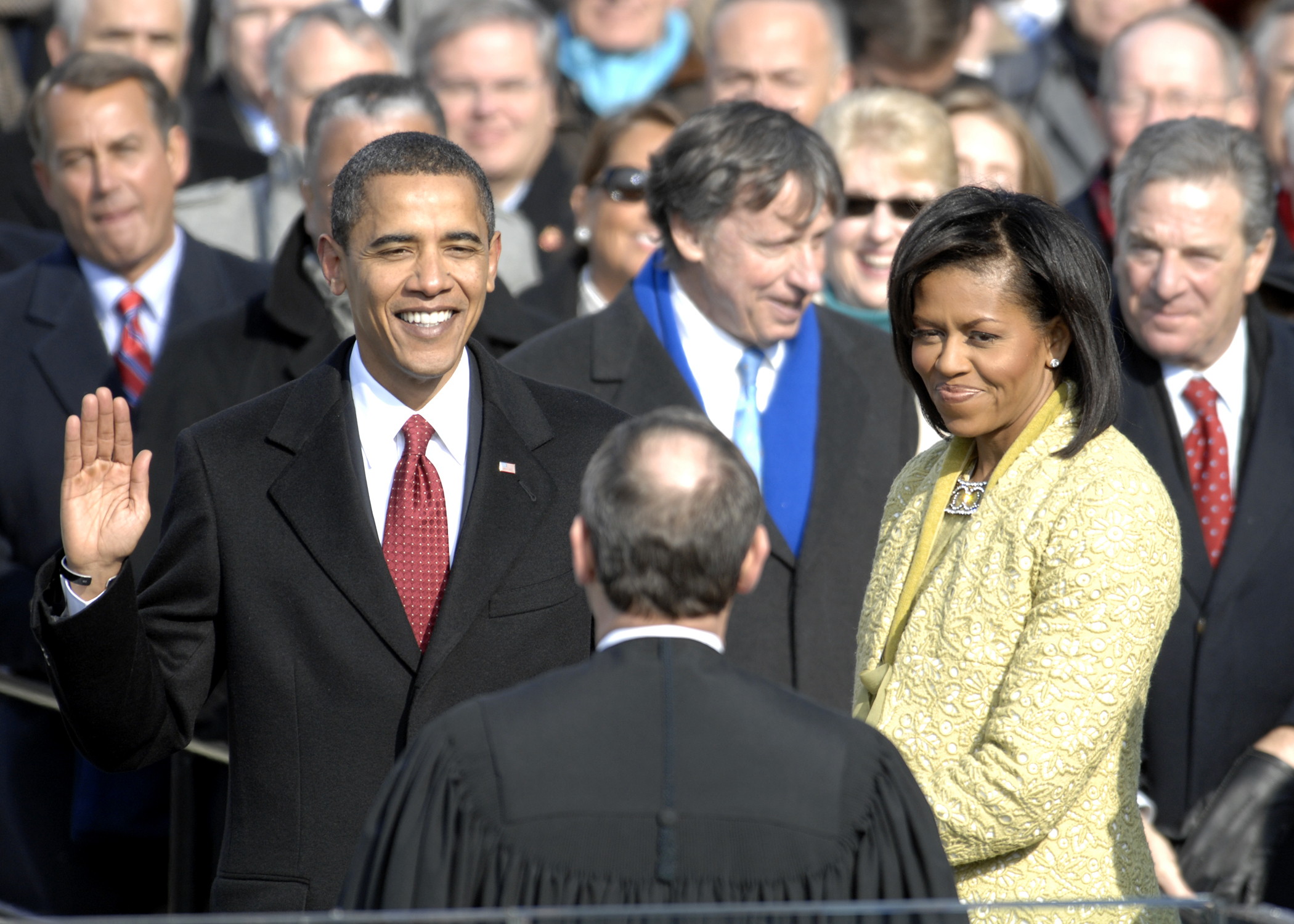
Obama leteszi az elnöki hivatali esküt

### Beiktatása

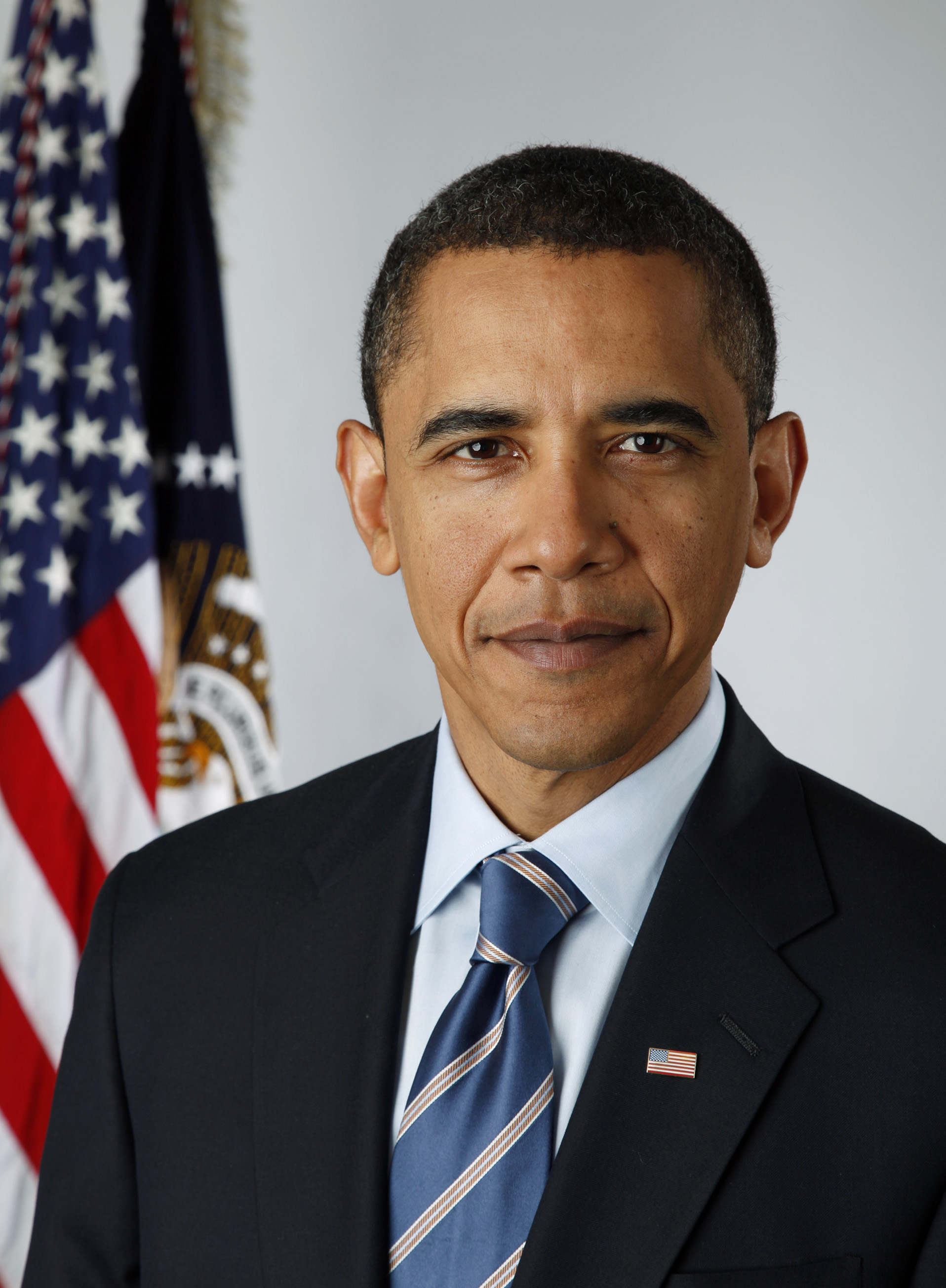
Obama első ciklusi elnökportréja

2009. január 8-án összeült a kongresszus, hogy összeszámolja az elektori szavazatokat. A hivatalos eredmények alapján Barack Obamát az Egyesült Államok megválasztott elnökének és Joe Bident pedig megválasztott alelnökének nyilvánították ki. 2009. január 20-án, 12.05-kor (közép-európai idő szerint 18.05-kor) tette le hivatali esküjét kétmillós tömeg előtt ugyanazzal a Bibliával, amivel Abraham Lincoln 1861-ben. Az Egyesült Államok alkotmányában foglaltak szerint azonban már 12:00-kor ő lett az ország következő elnöke. Mivel az eskü szövegét az elnököt eskető John G. Roberts főbíró, majd a szöveget utána mondó Obama is eltévesztette, az elnök másnap a Fehér Ház térképtermében megismételte az eskütételt.

### Belpolitikája

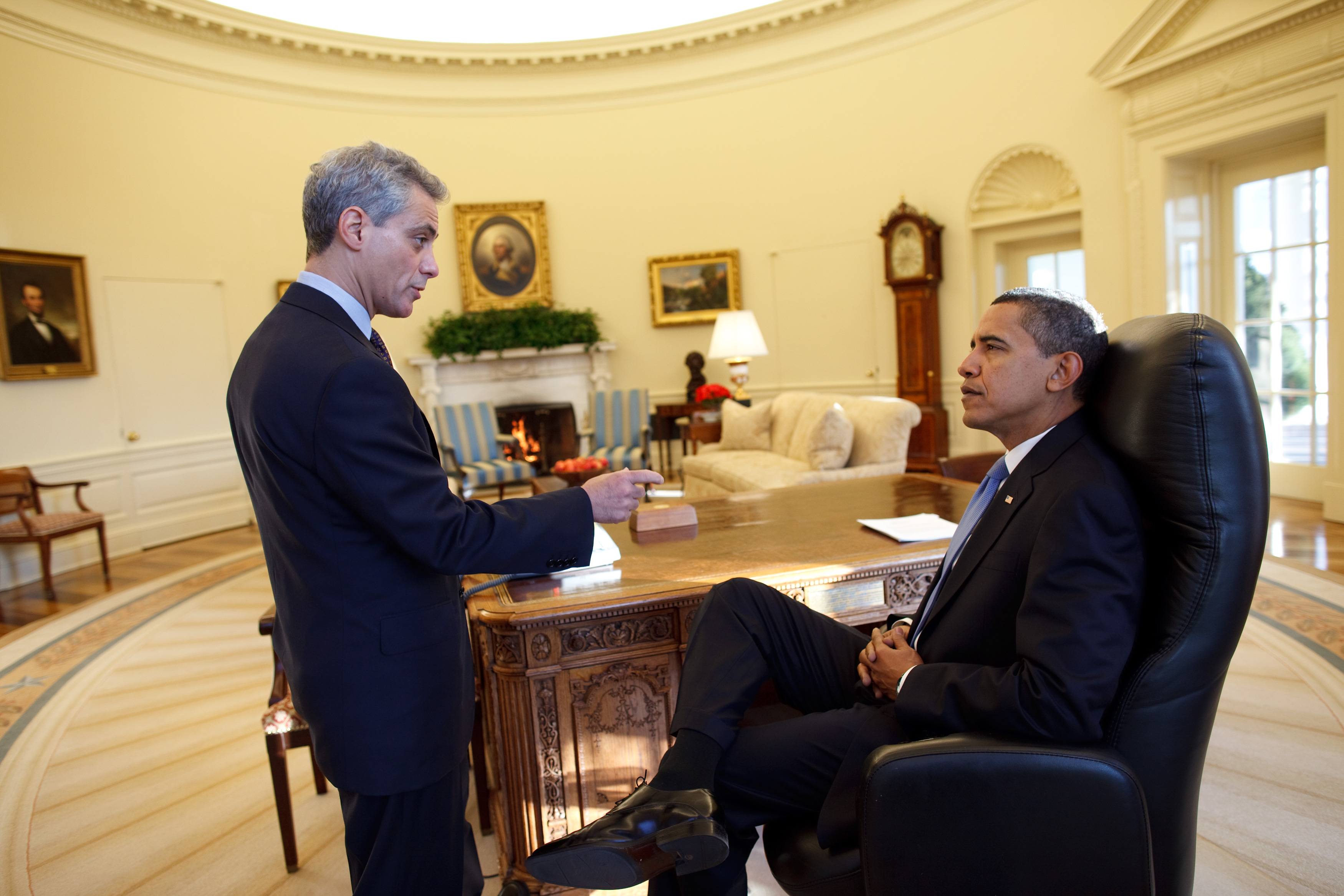
Obama rövid megbeszélést tart Rahm Emanuellel, fehér házi kabinetfőnökével, első teljes elnöki munkanapján

Az elnöki eskütétel után pár perccel Obama fehér házi kabinetfőnöke, Rahm Emanuel, visszavonta Bush elnök azon rendelkezéseit, amelyek még nem léptek érvénybe. 2009. március 9-én Obama semmissé tette a Bush-kormány azon lépését is, amely megtiltotta az őssejtkutatók állami támogatását.
Első hivatali napján Obama elrendelte a guantánamói fogolytáborban tartottak pereinek felfüggesztését 120 napra. A 2008-2009-es gazdasági világválság miatt még aznap befagyasztatta a Fehér Ház magas rangú munkatársainak fizetését, szigorította a lobbizásra vonatkozó szabályokat, így például megtiltotta, hogy a kormány tagjai bármilyen jellegű ajándékot vegyenek át lobbistáktól. 2009. január 22-én Obama aláírta a guantánamói börtön bezárására vonatkozó utasítást, egyéves határidőt szabva a bezárásra. Ugyanakkor 2010 szeptemberében Obama elismerte, a guantánamói börtön bezárására tett ígéretét nem sikerült beváltani, a börtön továbbra is üzemel. Egy nappal később az elnök feloldotta azt a korlátozást, miszerint az Egyesült Államok nem ad anyagi támogatást olyan nemzetközi szervezeteknek, amelyek abortuszt végeznek, maguk finanszíroznak ilyen tevékenységet, vagy akár felvilágosítást adnak a terhességmegszakításról.
2009. január 27-én Obama két energiafüggetlenséggel foglalkozó elnöki határozatot adott ki. Az egyik felszólítja a közlekedési minisztériumot az üzemanyag-hatékonyság növelésére, a másik pedig engedélyezi az egyes tagállamoknak, hogy azok szigorúbb kipufogógáz-kibocsátási szabályozásokat hozzanak létre, mint a szövetségi kormány.
Az amerikai törvényhozás alsó- és felsőháza által heteken keresztül vitatott 787 milliárd dolláros gazdasági ösztönző csomag harmadik, végleges változatát Obama 2009. február 17-én írhatta alá. A csomag a pénzügyi válság hatásait hivatott tompítani. A válságnak nagy hatása volt arra, hogy az elnöksége alatt az ország adóssága közel megduplázódott. 2016 utolsó negyedévében az államadósság 19,5 billió dollár volt, elnöksége alatt a teljes növekedés 9,5 billió dollár volt. 2009. április végén politikai kereszttűzbe került, mivel a CIA állománya keményebb kiállást várt az elnöktől, mert magát az ügynökséget erős kritika érte azokért a módszerekért, amelyeket George W. Bush előző elnök kormányzásának idején folytattak. Azért történt meg ez, mert Obama engedélyezte, hogy nyilvánosságra hozzák a CIA titkos aktáit, amelyből kiderült, hogy több embert úgy bírtak vallomásra, hogy a vízbe fojtást imitálták és alvásmegvonást hajtottak végre a foglyokon. Ezért érte a CIA-t erős kritika, és ezért kért az ügynökség kiállást Obamától maga mellett. Viszont több közéleti személyiség és a demokraták egy része is azt hangoztatták, hogy Obama vizsgálja ki alaposabban a Bush kormányzás alatt történt visszaéléseket. Dick Cheney, George W. Bush volt alelnöke a következőképpen válaszolt az őt, a volt elnököt, és annak döntéshozóit ért kritikákra és vádakra: "Kissé zavarónak találom, hogy nem közölték azokat a feljegyzéseket, amelyek erőfeszítéseink sikerét igazolják. Vannak olyan jelentések, amelyek tételesen mutatják, hogy mit nyertünk e tevékenység révén." Obama erre és az őt ért kritikákra azt a választ adta, hogy ő nem a múlttal szeretne foglalkozni, hanem a jelen és a jövő problémáit szeretné megoldani, és hogy ő már elnökségének harmadik napján betiltotta ezeket a különlegesen kegyetlen módszereket, és hogy az összes titkos CIA bázist be fogja záratni rövid időn belül.
Obama két nőt jelölt a Legfelsőbb Bíróság megüresedő helyeire, ezzel az amerikai történelem során először háromra emelkedett a női tagok száma. A 2009-ben jelölt Sonia Sotomayor az első latinó származású tagja lett a Legfelsőbb Bíróságnak. 2010-ben Elena Kagant jelölte az elnök, akit szintén az első szavazással elfogadott a szenátus.
2010. december 22-én Obama aláírta a hadsereg „Ne kérdezd, ne mondd el” irányelvét eltörlő törvényt, így lehetővé vált, hogy nyíltan melegek is szolgálhassanak a hadseregnél.
2012. május 9-én Obama bejelentette, hogy támogatja a melegházasságot, amelyet ekkorra már az amerikai választók többsége is támogatott. Ezzel Obama lett az első hivatalban lévő elnök, aki támogatja a melegházasságot (Bill Clinton és Jimmy Carter elnökök hivatali ciklusuk lejárta után jelentették ezt be).
2013. január 21-én, második beiktatási beszédében kijelentette: „Célunkat addig nem értük el, amíg meleg fivéreinket és nővéreinket a törvény nem ugyanúgy kezeli, mint mindenki mást – mert, ha egyenlőnek teremtettünk, akkor az egymás felé megnyilvánuló szerelmünknek is egyenlőnek kell lennie.” Ezzel az első amerikai elnök volt, aki beiktatási beszédében megemlítette a melegeket.
A 2012. decemberi newtowni iskolai mészárlás után Obama síkraszállt a fegyvertartás szigorítása mellett. Ebben a közvélemény többségének a támogatását is élvezi.

#### Egészségbiztosítási reform
Obama többször kérte a kongresszust, hogy fogadjon el egy egészségbiztosítási reformcsomagot, ami kampányának egyik alappillére volt. Javasolta, hogy nyújtsanak egészségbiztosítást azoknak, akik azzal nem rendelkeznek, szabjanak határt a biztosítási díjaknak és tegyék lehetővé, hogy az emberek megtarthassák biztosításukat amikor elveszítik munkahelyüket vagy munkahelyet váltanak. Tervezete szerint létrejött volna egy állami biztosító, amely a magánbiztosítókkal versenyezve csökkentette volna az árakat és javította volna az egészségügyi ellátás minőségét.
2009. július 14-én a képviselőház demokrata párti képviselői benyújtották az egészségbiztosítási reformtervezetet. Obama azt szerette volna, ha a Kongresszus még 2009 vége előtt elfogadja azt. November 7-én a képviselőház elfogadta azt a változatot, amely létrehozott volna egy állami biztosítót. December 24-én a szenátus saját törvényjavaslatát fogadta el – állami biztosító nélkül. 2010. március 21-én a szenátusi tervezetet a képviselőház is megszavazta 219-212-es szavazati arányban. Obama március 23-án írhatta alá a törvényt. (Ez volt az Affordable Care Act program, ami "Obamacare" néven került be a közbeszédbe.)
Az egészségügyi reformot többen kritizálták: egyesek a piacgazdasági viszonyokba való beavatkozásként értékelték, mások azzal érveltek, hogy a biztosítás munkanélküliekre és bevándorlókra való kiterjesztése az amerikai középosztály adóterheit növeli meg. Egyes tüntetők szerint Obama a „szocializmus” felé vezeti az Egyesült Államokat.

### Külpolitikája

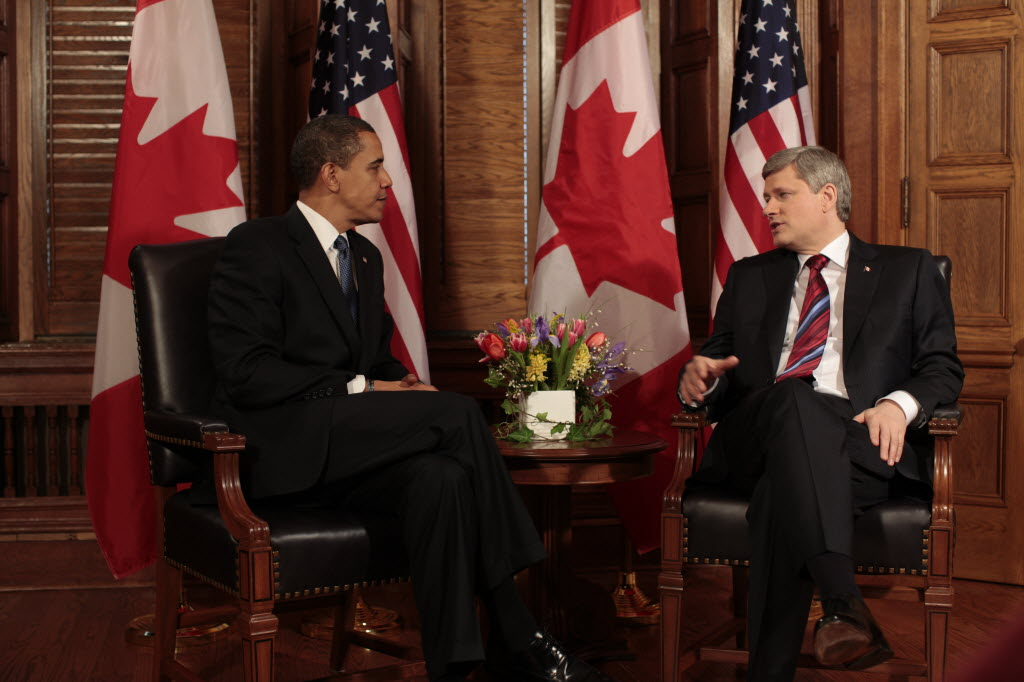
Obama első külföldi látogatásán Stephen Harper kanadai miniszterelnöknél

A 2008-ban kezdődő gazdasági világválság hosszú távon kedvezőtlenül érintette az USA pénzügyi és politikai pozícióit. Részben ettől függetlenül az Egyesült Államok politikusai között egyre inkább teret nyert a kilencvenes évek során kialakult multipoláris világrendhez való alkalmazkodás gondolata, miközben hazájukat egyre kevésbé tartják szuperhatalomnak. Obama külpolitikája (elsősorban retorikai szinten) éles fordulatot hozott George Bushéhoz képest, többek között előfeltételek nélküli tárgyalást kezdeményezett több korábban ellenségesként kezelt országgal.
Ezek közé tartozott Irán, már a választási kampányban is hangsúlyozta a tárgyalások fontosságát. Az atomlétesítmények bezárásának eddigi követelése helyett Obama támogatja Irán békés atomenergiához való jogát. 2009 márciusában az elnök békülékeny és tiszteletteljes videóüzenetben köszöntötte az országot a perzsa újév alkalmából. Mindezek a lépések kedvező fogadtatást kaptak Mahmúd Ahmadinezsád elnöktől. Obama a latin-amerikai államokhoz is barátságosabban közeledett az AÁSZ-csúcson, 2009 áprilisában. Kubával tárgyalásokat kezdeményezett, a csúcs kezdete előtt enyhített a Kubát sújtó szankciókon: feloldotta a családlátogatásra átutazó kubai amerikaiakra vonatkozó tartózkodási, pénzköltési és átutalási korlátozásokat, de érvényben hagyta az 1962-es általános kereskedelmi embargót. Obama és a venezuelai radikális baloldali elnök, Hugo Chávez között barátságos kézfogásra került sor. Chávez egy ízben George Busht korábban magának az ördögnek nevezte.
2009-ben Obamának ítélték oda a Nobel-békedíjat „a nemzetközi diplomácia megerősítéséért és a népek közötti együttműködés elősegítéséért tett erőfeszítéséért”. Jóllehet az elnök számottevő erkölcsi és politikai tőkére tett szert gesztusainak köszönhetően, a díj nagy vitát váltott ki, hiszen Obama aközben kapta meg a békedíjat, hogy két nemzetközi fegyveres konfliktusban is aktívan részt vett, az amerikai törvények szerint ugyanis az elnök egyben a hadsereg főparancsnoka is.

#### Közel-keleti politikája
Az Egyesült Államok Obama 2009. február 27-i bejelentése alapján 2010-re kivonul Irakból, tanácsadó, kiképző és terrorelhárító feladatokat pedig 2011-ig fognak ellátni az országban. Mindazonáltal 9 nappal korábban, február 18-án, Obama bejelentette, hogy Afganisztánba még 17 000 katonát küld. Az Egyesült Államok katonáinak Irakból való tényleges kivonulására 2011. december 18-án került sor. Ezután már csak 157 kiképző és a nagykövetséget védő alakulat marad Irakban.
2009. június 4-én Kairóban Obama új kezdetet szorgalmazott az Egyesült Államok és a iszlám világ között: „a gyanakvásnak véget kell vetni, őszintén kell beszélni a térségről” – mondta. Elviselhetetlennek nevezte a palesztinok a megszállás 60 éve tartó napi megaláztatását. Izraelt felszólította arra, hogy hagyjon fel a ciszjordániai telepek építésével; a palesztinokat pedig arra, hogy hagyjanak fel az erőszakkal és a Hamasz ismerje el Izraelt. Obama kölcsönös bizalmon és tiszteleten alapuló kapcsolatot ajánlott a muzulmánoknak, alátámasztandó, kiemelte, hogy az iszlám része az Egyesült Államoknak, hangsúlyozva, hogy minden amerikai államban található mecset és a Koránból vett idézeteket. Kitért a nők jogaira és hogy nem szabad megtiltani a nők oktatását. Beszédét tapssal fogadta a közönség.
2011. május 2-án Obama parancsára amerikai katonák kommandóakciót hajtottak végre a pakisztáni Abbottábádban, melynek során megölték a számos terrortámadásért felelős Oszáma bin Ládent.
Nemzetközi szinten komoly kritikák merültek fel az elnöknek az úgynevezett arab tavasz során elfoglalt állásfoglalásával kapcsolatban, elsősorban azért, mivel politikai stratégiáját és népszerűségét kezdetben a George W. Bush által képviselt diplomáciával való szakításra alapozta, ezzel szemben 2011-től kezdve aktívabb politikát folytatott a Közel-Kelet országaiban zajló rezsimváltások elősegítése céljából. Utóbbi során az Egyesült Államok geopolitikai szövetségesének számító (Egyiptom) vagy az USA-val feszült, de tárgyalásokkal rendezhető viszonyban álló (Líbia) szekuláris autokráciák helyét radikális, többek között iszlamista hátterű mozgalmak vették át. A politikai helyzet eszkalálódását mi sem mutatja jobban, mint Bengáziban található amerikai konzulátus elleni 2012. szeptember 11-i szélsőséges támadás, mely Christopher Stevens líbiai nagykövet halálát okozta. A közvéleményt megosztó eset után Hillary Clintont John Kerry váltotta a külügyek élén (2013. február).
Az Irakból való kivonulás és a szíriai polgárháborúban elfoglalt álláspont, melynek során Obama a vegyes összetételű, nagyrészt szunnita koalíciót tekintette Szíria hivatalos képviselőjének mindkét országban elősegítette az Iraki és Levantei Iszlám Állam (később: Iszlám Állam) megjelenését és megerősödését. Válaszul utóbbi előretörésére 2014 júniusában Obama kisebb amerikai erőket küldött Irakba (hivatalosan a térség amerikai állampolgárai és a bagdadi nagykövetség védelme érdekében). Az Egyesült Államok vezető szerepet vállalt az Iszlám Állam elleni koalícióban, amelyből azonban kihagyták Iránt és a szír kormányt. A konfliktusban az amerikai légierő is bevetésre került, ami Irakban és Szíriában – a szír kormány beleegyezésének kikérése nélkül – támadja az Iszlám Állam erőit, támaszpontjait és az elfoglalt olajlétesítményeket. Az amerikai diplomáciának a NATO-tag Törökországot sem sikerült megnyerni az iraki és szíriai intervenció támogatójának.

#### Európához való viszonya
Obama első európai útjára március 31-én került sor. Látogatása második napján, a G20-as országok csúcstalálkozója előtt, megbeszélést tartott Dmitrij Medvegyev orosz államfővel. A két vezető megegyezett, hogy a 2009-es év végéig létrehoznak egy új egyezményt, amelynek értelmében az Egyesült Államok és Oroszország csökkenteni fogja nukleáris fegyvereinek számát.
Obama az aktív külpolitikáját a terrorellenes küzdelem és az USA biztonsági igényei mellett az emberi szabadságjogok liberális doktrínájára alapozta. Ennek során 2011 decemberében Obama arra utasította az USA-béli ügynökségeket, hogy a külföldi országok pénzügyi támogatásakor vegyék figyelembe a szexuális kisebbségek ottani helyzetét is, emellett ezzel összefüggésben kritizálta az orosz belpolitikát.
Obama még a 2012-es televíziós vita során keményen támadta Mitt Romney republikánus elnökjelöltet, aki (szerinte) túl nagy jelentőséget tulajdonított Oroszországnak. 2013–2014 során komoly biztonsági és geopolitikai problémaforrásként merült fel az ukrán belpolitika válsága és az ehhez kapcsolódó orosz–ukrán konfliktus. Az Obama-adminisztráció számára ugyanis a Közel-Kelet élvezett prioritást, míg az Oroszországgal fennálló ellentéteket diplomáciai és gazdasági nyomásgyakorlás útján igyekeztek megoldani. Mindez a közép- és kelet-európai országok egy részében, főképp a Baltikumban, a Nyugat-orientált ukrán vezetésben és az USA NATO-szövetségeseinél a 2008-as orosz–grúz háború során elmaradt nyugati segítség tudatában komoly aggodalmakat váltott ki. Mások (ezzel ellenkezőleg) éppen az Obama-adminisztráció európai ügyekbe való túlzott beavatkozását kifogásolták.
2016. december 29-én Obama kiutasított 35 orosz diplomatát, valamint újabb orosz szervezetekre és magánszemélyekre terjesztette ki a már meglévő szankciókat. Az évek óta húzódó, és Obama második elnöki ciklusán is túlnyúló amerikai–orosz konfliktust a politikában és a médiában többen új hidegháborúként értékelik.

#### Magyarországgal való kapcsolata

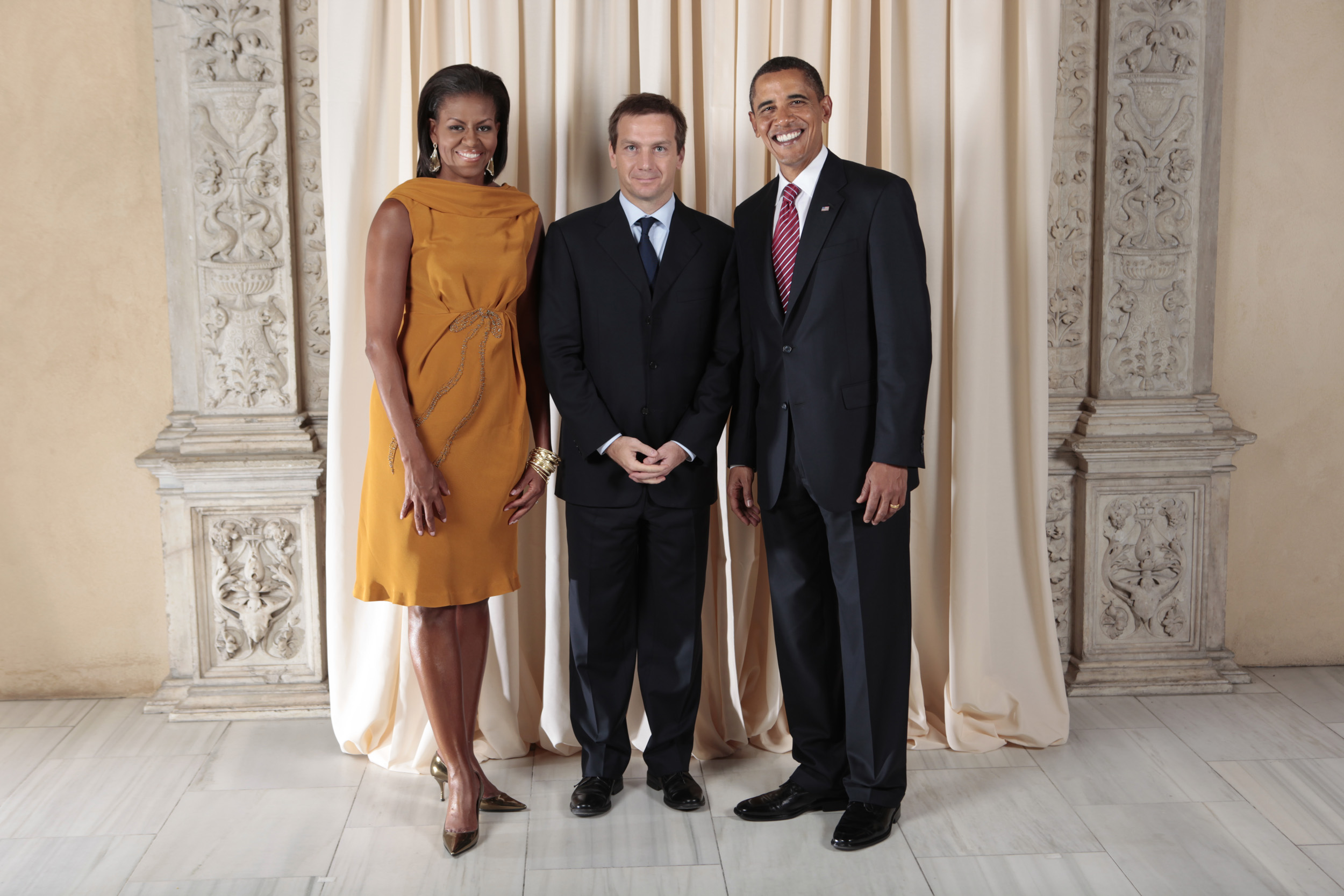
Az Obama házaspár Bajnai Gordon miniszterelnökkel New Yorkban, 2009 szeptemberében

Obama elnöksége alatt Magyarország és az Egyesült Államok kapcsolatára alapvetően a kölcsönös tiszteleten alapuló szövetségesi és partneri viszony volt jellemző. Ugyanakkor a Magyarországgal való kapcsolat érezhetően nem volt az elnök érdeklődésének középpontjában: két elődjével szemben Obama nem járt Magyarországon, és csak többoldalú csúcstalálkozók keretében találkozott a magyar miniszterelnökökkel. Az Egyesült Államok szempontjából stratégiailag kevésbé fontos országokkal kapcsolatos amerikai gyakorlatot folytatva Barack Obama nem külügyi szakembereket nevezett ki magyarországi nagykövetnek, hanem politikai támogatóit jutalmazta ezzel az állással. A 2010-től 2013-ig szolgáló Eleni Tsakopoulos Kounalakis korábban egy ingatlanfejlesztési társaság vezetőjeként gyűjtött adományokat Obama, illetve azelőtt Hillary Clinton kampánya számára, a 2013-ban jelölt, majd a szenátus által 2014. december 2-án jóváhagyott Colleen Bell televíziós producer pedig az elnök politikai szövetségese.
A Norvég Alap-ügy nyomán az amerikai elnök 2014. szeptember 23-án egy beszédében Magyarországot (Oroszország, Kína és Egyiptom mellett) azon államok közé sorolta, amelyekben véleménye szerint a civil szféra sérelmet szenved. Az USA és Magyarország közötti diplomáciai ellentét tovább mélyült, amikor az Egyesült Államok 2014 októberében a 7750-es elnöki proklamáció alapján megtagadta a beutazás lehetőségét hat magyar köztisztviselőtől. A harmadik Orbán-kormány tevékenységét több esetben bírálták az elnök és Hillary Clinton szövetségeseinek számító magánszemélyek és szervezetek, továbbá André Goodfriend ideiglenes budapesti ügyvivő, Obama bizalmi embere részt vett az internetadó elleni tüntetésen és Gyurcsány Ferenc pártjának rendezvényén.

#### Kül- és belpolitikai botrányok
2013-ban napvilágra került információk szerint az USA-béli Nemzetbiztonsági Ügynökség (NSA) lehallgatta számos vezető európai politikus, elsősorban Angela Merkel német kancellár telefonját, illetve az AP hírügynökség újságíróit. Az NSA százmilliónál is jóval több francia, spanyol és olasz telefonhívást rögzített. Mindez súlyosan érintette mind az Egyesült Államok, mind elnöke külpolitikájának megítélését. A lehallgatási botrány internetes mémek sorát hívta életre, melyekben Obamát az 1984 Nagy Testvéréhez hasonlították.
2013-ban vált ismertté, hogy 2010 után az amerikai adóhivatal (IRS) célzottan, politikai alapon indított vizsgálatokat jobboldali nonprofit szervezetek ellen. Az amerikai adóhivatal a civil szervezetek adómentességi kérelmeit 2010-től szelektíven vizsgálta, közel 300 ellenzéki, konzervatív csoportot vett célkeresztbe, a beadványok többségének elbírálása 13 hónapnál tovább tartott. Obama ugyanakkor saját véleménye alapján nem tudott az eljárásokról és lemondatta az adóhatóság vezetőjét.
2014 decemberében lett köztudomású, hogy a CIA éveken keresztül nem egyszerűen kényszervallatást alkalmazott, hanem kínzásnak számító vallatási módszerekkel élt. A Fehér Ház kommunikációja szerint a fogolykínzásokra Obama akaratával szemben került sor. Kérdésesnek tűnik ugyanakkor, hogy az elnök nem volt tisztában saját hírszerzésének tevékenységével.

## Családja és magánélete

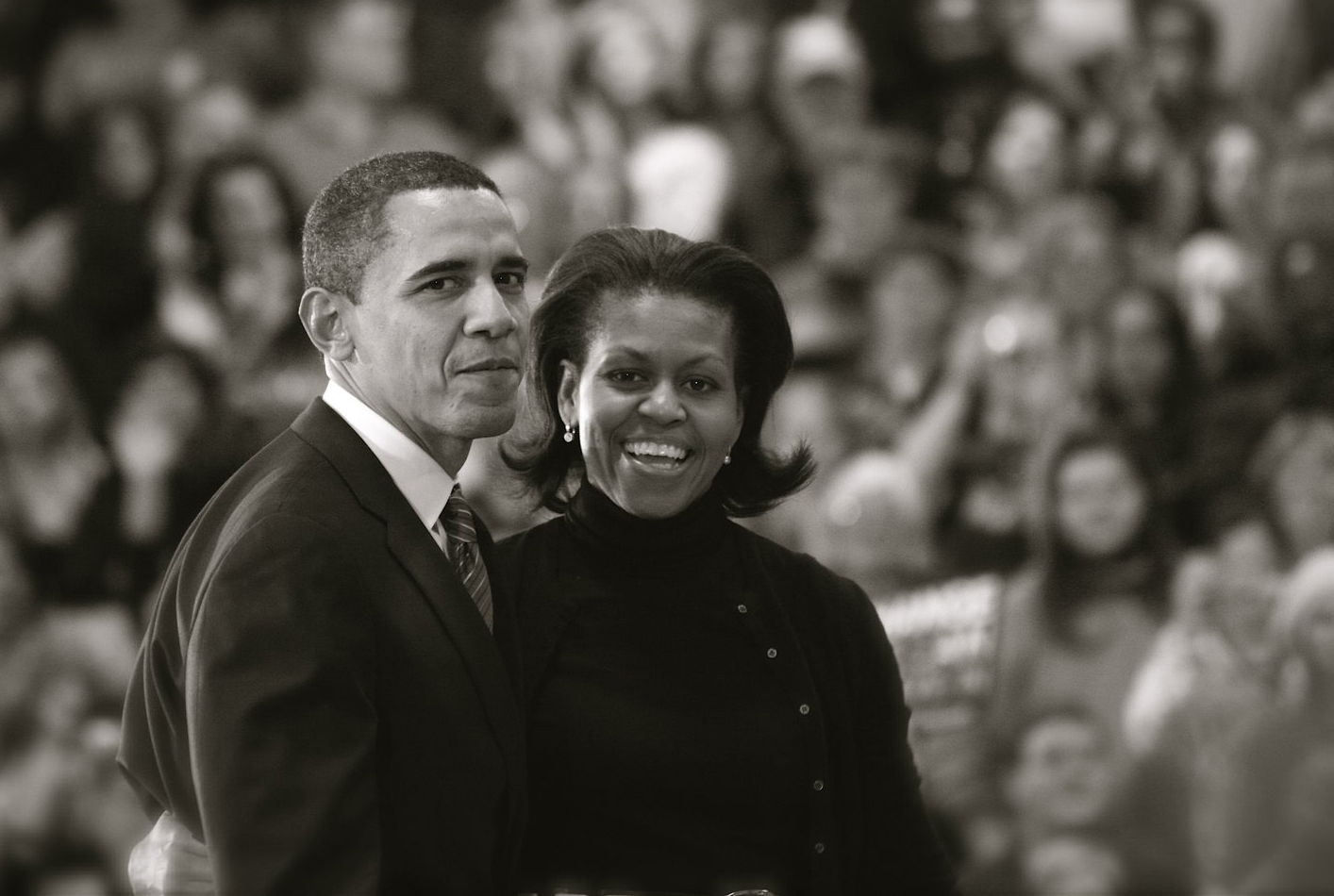
Barack és Michelle Obama

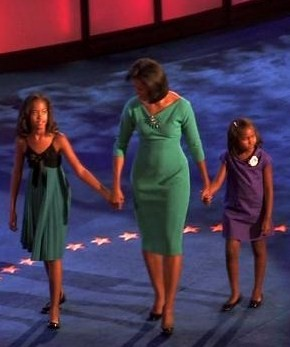
Michelle Obama és gyermekei: balra Malia, jobbra Sasha

Obamának saját elmondása szerint nagy családja van. Kenyai édesapja oldaláról hét féltestvére van (ebből hat él még ma is), édesanyja indonéz férjétől pedig egy, Maya Soetoro-Ng, akivel együtt nevelkedett. Kansasi születésű anyai nagyanyja, Madelyn Dunham, Obama édesanyjánál is tovább élt 2008. november 2-án bekövetkezett haláláig. Obama dédnagybátyja a második világháború alatt az amerikai hadseregben szolgált és a 89. hadosztállyal részt vett az ohrdrufi náci munkatábor felszabadításában.
Obama 1989 júniusában találkozott leendő feleségével, Michelle Robinsonnal, amikor a Sidley Austin alkalmazottjaként dolgozott Chicagóban. 1991-ben eljegyezte és 1992. október 3-án feleségül vette Michelle-t, aki szintén a Harvard Jogi Iskolában tanult. Két gyermekük született: Malia 1998-ban és Natasha (Sasha) 2001-ben.
Anyanyelve, az angol mellett beszél még indonézül, amelyet a szigetországban eltöltött négy év alatt tanult meg. Kedvenc sportja a kosárlabda, középiskolájában az iskolai csapat tagja is volt. Bár nem vallásosként nőtt fel, 1988-ban megkeresztelkedett egy chicagói, főleg feketékből álló gyülekezetben, és két évtizeden keresztül annak aktív tagja volt.
Saját elmondása szerint többször próbált leszokni a dohányzásról. Miután beköltöztek a Fehér Házba, Obama megfogadta, hogy többet már nem fog dohányozni.

## Konfliktusok a személye körül
- Több elképzelés született születési helyével és állampolgárságával kapcsolatban. Az elnök visszautasította az ezzel kapcsolatos teóriákat és 2008-ban nyilvánosságra hozta születési bizonyítványát.
- Komoly szakmai és politikai bírálatok merültek fel az elnöksége kezdetén, 2009-ben átvett Nobel-békedíjával kapcsolatban (lásd fentebb).
- Elsősorban republikánus részről kifogásolták Obama számottevő médiafölényét, rámutatva egyes médiumok sztárcsináló szerepére. Obama mindkét elnökválasztási kampánya során maga mögött tudhatta a televízióadók, a nyomtatott és elektronikus sajtó többségét, sőt első megválasztását követően több esetben szerepeltették képregényekben.[102][103]

## Honlapok
- The Spirit of Barack Obama
- Obama kampányoldala
- Obama beszéde az iowai caucuson elért győzelem után Archiválva 2008. január 12-i dátummal a Wayback Machine-ben
- Obama beszéde az iowai caucuson elért győzelem után. YouTube
- Obama beszéde a chicagói Grant parkban, a győztes választás éjszakáján. YouTube

## Magyarul megjelent művei
- Vakmerő remények. Gondolatok az amerikai álom újraélesztéséről; ford. Lantos István; Cor Leonis, Bp., 2008
- Barack Obama inspiráló gondolatai; ford. Weisz Böbe; HVG Könyvek, Bp., 2019
- Egy ígéret földje. Elnöki memoár I.; ford. Darnyik Judit; HVG Könyvek, Bp., 2020